# Ženavlje
Ženavlje (madžarsko Gyanafa, nemško Schönabla) so vas v Občini Gornji Petrovci.
Vas je najbolj znana po dogodku 18. avgusta 1934, ko je zasilno pristal stratosferski balon z belgijskima raziskovalcema Maxom Cosynsom in Nerem van der Elstom. O dogodku so poročali mediji širom Evrope.

## Zgodovina
Prva pisna omemba vasi v obliki Gyanona je iz leta 1387, ko je kralj Sigismund dal graščino Dobra palatinu Miklósu Széchyju (Sečiju) iz Gornje Lendave (Felsőlendve). Sprva je bil del gospostva Dobra, nato pa zgornjelendavske graščine. Po izumrtju po moški strani družine Széchy leta 1685 je nova lastnica Gornje Lendave postal mož Katalin Széchy Ferenc Nádasdy. Nato je vas skupaj z graščino pripadala Nádasdy-jem do druge polovice 19. stoletja.